# Józef Codrow
Józef Codrow (ur. 10 stycznia 1894 Dębówko Stare, zm. 8 stycznia 1919 Szubin) – powstaniec wielkopolski, sierżant sztabowy, dowódca kompanii kcyńskiej w powstaniu wielkopolskim

## Życiorys
Urodził się 10 stycznia 1894 roku w rodzinie Józefa i Julianny z Szulców. W roku 1905 ukończył szkołę powszechną w Kcyni, a następnie uczęszczał do gimnazjum w Nakle, które ukończył w 1912 roku. Należał do Towarzystwa Tomasza Zana. W roku 1912 wstąpił do Seminarium Duchownego w Poznaniu. W 1914 roku został jako kleryk zmobilizowany do armii niemieckiej. Służył w służbie sanitarnej. 
W listopadzie 1918 roku w stopniu sierżanta sztabowego zdezerterował z armii niemieckiej i udał się do Kcyni, gdzie przyłączył się do powstania. 27 grudnia 1918 roku objął dowództwo oddziału kcyńskiego. W czasie walk o Szubin 8 stycznia 1919 roku jego oddział wdarł się do miasta, zajmując ulicę Glinnicką oraz stodoły przy szosie bydgoskiej. Wskutek spóźnionego natarcia kompanii S. Sławińskiego oddział Józefa Codrowa został otoczony, ponosząc ciężkie straty. Został wtedy ciężko ranny, podobnie jak kilku innych powstańców został zamordowany, dobity bagnetem przez Niemców. Pochowano go we wspólnej mogile w Kcyni.